# Mu Sochua
Mi Sochua (en jemer: មូរ សុខហួ; 15 de mayo de 1954) es una expolítica y activista de derechos de Camboya. Fue miembro del parlamento por Battambang entre 2013 y 2017, en el que ya estuvo previamente entre 1998 y 2003.  Fue miembro  y vicepresidenta del Partido de Rescate Nacional de Camboya (CNRP) hasta el momento en el que se disolvió, y seguidamente fue miembro del Partido de Derechos Humanos. Participó en la FUNCINPEC (Frente Unido Nacional para una Camboya Independiente, Neutral, Pacífica y Cooperativa) y también fue Ministra de Asuntos de Mujeres y Veteranos en coalición con el gobierno de Hun Sen´s, que duró de 1998 a 2004. Actualmente es una de las 118  personas con altos cargos de la oposición que cumplen una prohibición en política durante cinco años tras un fallo judicial producido el 16 de noviembre de 2017.

## Primeros años de vida
Sochua nació en Phnom Penh. Tenía un padre Sino Jemer (nombre chino: 莫子凯) y una madre Sino Jemer (nombre chino: 沈珊) y recibió su educación muy temprana en el Liceo Francés. En 1972, los padres de Sochua la enviaron a París para que realizara sus estudios posteriores. Un año más tarde, ella se trasladó a San Francisco para juntarse con su hermano, ya que estaba allí. Cuando el Khmer Rouge (jemer rojo) tomó el control de Camboya en 1975, sus padres desaparecieron. Sochua permanecería en exilio durante los próximos 18 años. Mientras Sochua estaba en los Estados Unidos, obtuvo una licenciatura en Psicología en la Universidad de San Francisco y un máster en trabajo Social en la Universidad de California (Berkeley) antes de regresar a Camboya para ayudar a reconstruir una sociedad destrozada por la guerra.

## Retorno del exilio

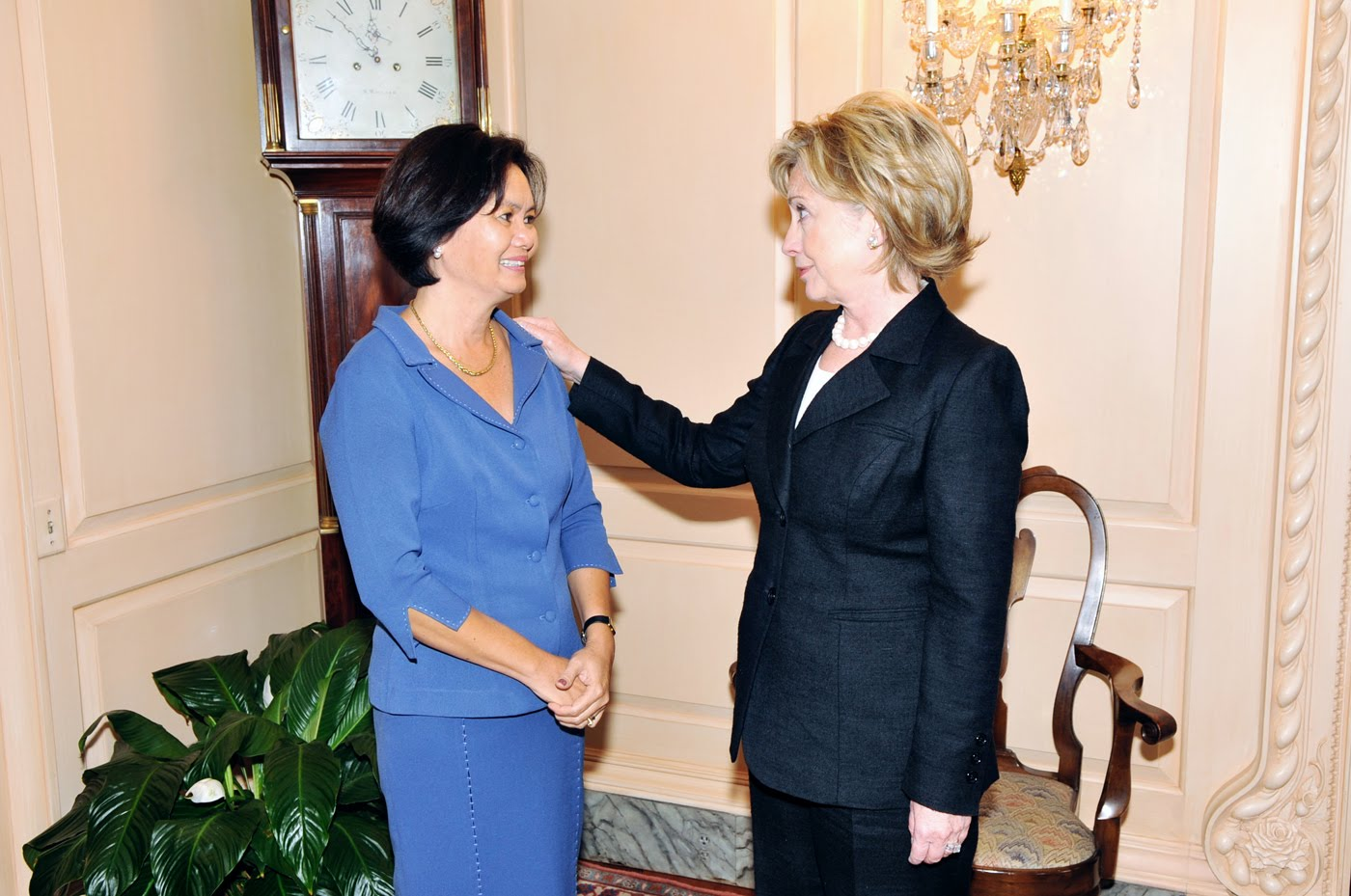
Sochua con la Secretaria de Estado de Estados Unidos Hillary Clinton en Washington D. C. el 11 de septiembre de 2009

Sochua regresó a Camboya en el año 1989 después de estar 18 años en el exilio. Ha trabajado como defensora de los derechos humanos, acabando con el tráfico de seres humanos, la violencia doméstica y la explotación de los trabajadores. Sochua formó la primera organización de mujeres, llamada Khemara (jemer: ខេមរា), y se unió al partido político Funcinpec, ganando un asiento de la Asamblea nacional que representa a Battambang en 1998. Poco después, se le pidió tomar el control de los asuntos del Ministerio de la mujer y los veteranos, fue una de solamente dos mujeres en el gabinete. En julio de 2004 ella renunció a su papel como Ministro, asegurando que la corrupción era el mayor obstáculo para su trabajo. Casi de inmediato, ella transfirió su lealtad al partido de Sam Rainsy, donde es subdirectora del Comité Directivo.

## Acción de difamación de abril de 2009
En una conferencia de prensa celebrada el 23 de abril de 2009, Mu Sochua anunció que presentaría una denuncia por difamación contra el primer ministro camboyano Hun Sen al Tribunal Municipal de Phnom Penh. «No tengo nada contra Samdech el primer ministro. Como miembro del Parlamento, lo respeto. Pero las palabras que dijo en público Samdech, el Primer Ministro, afectaron a mi honor y a mi dignidad como una mujer Khmer (jemer). Con esta queja, solo quiero justicia y honor, como una mujer Khmer», dijo Sochua. Agregó que ella solo reclamó una compensación de 500 riel (0,12 dólar) como un símbolo y una disculpa pública por parte de la cabeza del gobierno.
Siguiendo el anuncio de Sochua, el gobierno se esperaba que hubiera presentado una contrademanda por difamar gravemente al primer ministro. Se esperaba que el Ministerio de justicia solicitara al Presidente del Parlamento votar para eliminar la inmunidad parlamentaria de Sochua. Con solo 25 por ciento de los votos, el SRP (Partícula de Reconocimiento de Señal) sería ineficaz para prevenir la nueva medida contra ella – incluyendo la pena de prisión. Una carta de Sochua pidiendo apoyo de la comunidad internacional – «Camino a la cárcel», se distribuyó a través de internet.
En dos ocasiones anteriores, cuando se eliminó la inmunidad parlamentaria de SRP, partido líder Sam Rainsy, huyó de Camboya bajo la amenaza de cargos criminales y se exilió en Francia.

## Amenazas de 2017
Desde la detención de Kem Soa, el Primer Ministro Hun Sen ha advertido de «No está hecho aún» y advierte que la represión de la «rebelión» no se detendrá con Sokha. El 3 de octubre de 2017 Mu Sochua huyó del país después de recibir un aviso de ser arrestada.

## Vida personal
Sochua estaba casada con Scott Leiper, un estadounidense con el que se casó en 1984, y es madre de tres hijas. Leiper murió en el año 2016. Vivió en los Estados Unidos durante 18 años y asistió a la Universidad allí. También, según los informes, perdió su capacidad de hablar formal Jemer, después de haber dejado su país de origen durante casi dos décadas.

## Premios y reconocimientos

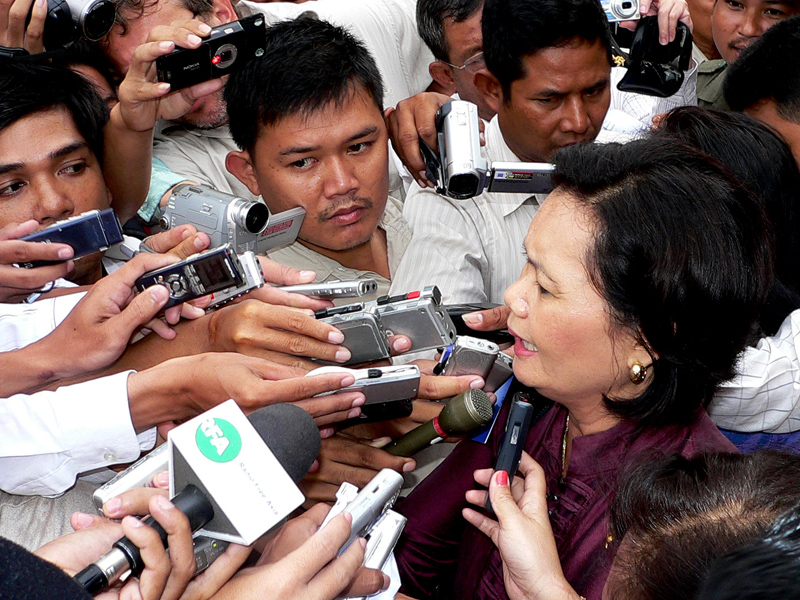
Mu Sochua después de su veredicto por el tribunal el 4 de agosto de 2009

En 2005, ella recibió el Premio de liderazgo en Washington D. C., de la Fundación Vital Voices , fundada por la senadora Hillary Clinton. En el año 2002 movilizó a 12.000 mujeres candidatas para postularse a las elecciones municipales, con más de 900 mujeres ganando y todavía promoviendo de forma activa la agenda de las mujeres en el nivel de base. En ese mismo año, ayudó a crear y a aprobar el proyecto de Ley de Prevención de la Violencia Doméstica, que impone severas sanciones a la violación conyugal y abuso de menores. Su trabajo en Camboya también incluye campañas con los hombres para poner fin a la violencia doméstica y la propagación del VIH; trabajando por los derechos de las mujeres empresarias; trabajo de legislación laboral que ofrece salarios justos y condiciones de trabajo seguras para las mujeres trabajadoras; y trabajo para el desarrollo de las comunidades de ocupantes ilegales con escuelas, centros de salud, saneamiento y empleo.

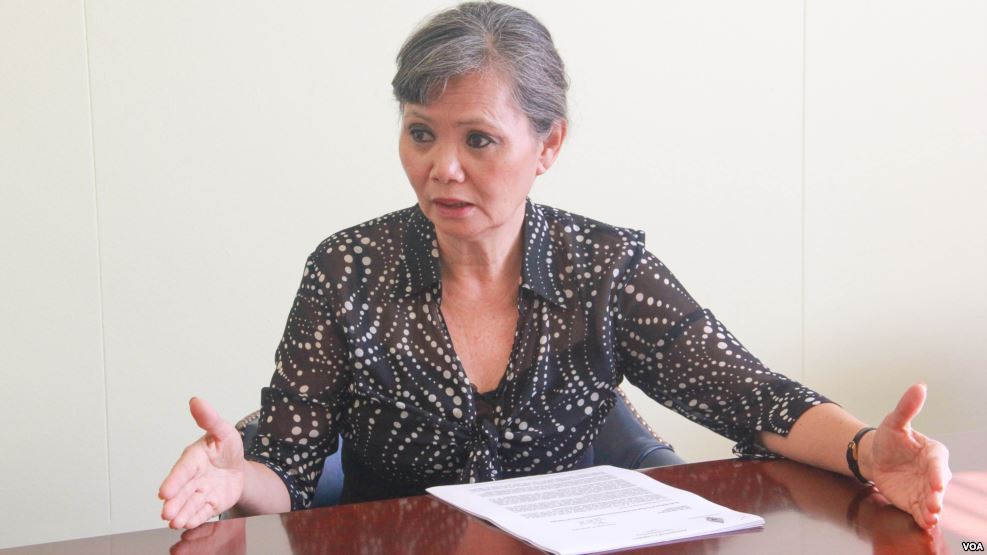
Mu Sochua en junio de 2016

En el año 2005, Sochua fue una de las 1000 mujeres nominadas para el Premio Nobel de la Paz por su labor contra el tráfico sexual de las mujeres en Camboya y Tailandia. También en 2005, Sochua fue honrada con el Premio Liderazgo Global de Vital Voices Human Rights por sus esfuerzos para detener la ola de tráfico de personas. En el año 2006, Sochua recibió el  Premio Internacional Elise y Walter A. Haas de la Universidad de California (Berkeley) por su distinguido historial de servicio en Camboya y un doctorado honoris causa en derecho por la Universidad de Guelph, Canadá .
En el año 2009, Sochua fue galardonada con el premio del Proyecto Eleonor Roosevelt en la Universidad George Washington por su liderazgo en materia de derechos humanos.
En el año 2010, Sochua fue homenajeada a elección de la gente por Global Exchange para su premio de héroes de los derechos humanos. La Gala de los premios de los derechos humanos reúne a activistas, partidarios y amigos para reconocer los esfuerzos de individuos y organizaciones excepcionales de todo el país y alrededor del mundo.
En el año 2015, Sochua fue homenajeada por su alma mater, Universidad de San Francisco, como la Alumna del año.